# 합자

로마자 합자의 여러 예

합자(合字, ligature)는 인쇄하는 타이포그래피와 손으로 쓰는 필기에서 두 개 이상의 문자가 합쳐져서 하나의 글자 모양(글리프의 형태)으로 형성하는 것을 말한다.
대개는 두 개의 연속적인 문자가 공통의 부분을 공유하면서 한 덩어리의 문자처럼 만들어질 때 합자가 나온다. 보다 일반적으로는 어느 문자가 그 주위를 둘러싼 문자들의 조합 혹은 행의 말미에 가까워짐 같은 문맥적 요소에 따라 글리프의 모양이 바뀌는 일반적인 글리프 모임, 즉 문맥적 문자 모양(contextual forms)을 말한다.
합자의 전통적인 필사에서 빠르게 문자를 적는 효율성에서 시작되었지만 타이포그래피에서는 심미적인 또는 가독성의 이유로 널리 사용되어 왔다.
합자는 라틴 문자뿐만 아니라 아랍 문자, 그리스 알파벳, 일본의 가나 등에서  다양한 형태로 전통적으로 사용되어 오고 있다.

## 같이 보기
- 유니스크라이브